# Elżbieta Lotenberg
Elżbieta Lotenberg – polska aktorka teatralna żydowskiego pochodzenia, w latach 1952-1956 i 1960-1968 aktorka Teatru Żydowskiego w Łodzi, Dolnośląskiego Teatru Żydowskiego we Wrocławiu i następnie Teatru Żydowskiego w Warszawie.

## Kariera
Teatr Żydowski w Warszawie
- 1967: Dzień i noc
- 1966: Ludzie
- 1963: Serkełe
- 1962: Bar-Kochba
- 1961: Samotny statek
- 1960: Trzynaście beczek dukatów
- 1955: Mirełe Efros

Teatr im. Bogusławskiego w Kaliszu
- 1959: Mąż Fołtasiówny
- 1959: Taka miłość
- 1958: Ich czworo
- 1958: Czarodziejska rzepka
- 1958: Brat marnotrawny
- 1958: Kupiec wenecki
- 1957: Gdzie diabeł nie może...

Dolnośląski Teatr Żydowski we Wrocławiu
- 1955: Młyn
- 1955: Matka Rywa

Teatr Żydowski w Łodzi
- 1953: Dom w getcie
- 1953: Mieszczanie